# Duane Lake
Duane Lake est une census-designated place du comté de Schenectady, dans l'État de New York, aux États-Unis,. En 2020, elle compte une population de 329 habitants.